# فلوريد النحاس الثنائي
 فلوريد النحاس الثنائي  مركب كيميائي له الصيغة CuF2 ، ويكون على شكل بلورات بيضاء شغوفة للرطوبة في الشكل الخالي من الماء، في حال دخول جزيئتي ماء في تركيب البنية البلورية (ثنائي هيدرات) يكون على شكل مسحوق أزرق باهت.

## الخواص
- عدد أكسدة النحاس في هذا المركب +2.
- لمركب فلوريد النحاس اثنائي انحلالية ضعيفة في الماء، لكنه ينحل في الأحماض.

## التحضير
يحضر مركب فلوريد النحاس الثنائي من تفاعل حمض هيدروفلوريك مع كربونات النحاس
2HF + CuCO3 → CuF2 + H2O + CO2
أو من التفاعل المباشر لعنصري النحاس والفلور عند الدرجة 400°س
Cu + F2 → CuF2
يفقد المركب لذرة فلور في الحالة المصهورة عند درجات حرارة تفوق 950°س.
2CuF2 → 2CuF + F2
2CuF → CuF2 + Cu
يمكن للمعقدات التالية CuF3− و CuF42− و CuF64− أن تتشكل في حال وجود زيادة من أنيونات الفلور في المزيج.

## الاستخدامات
- يستخدم فلوريد النحاس الثنائي في تفاعلات فلورة الهيدروكربونات العطرية في جو غني بالأكسجين عند درجات حرارة تفوق 450°س.

تفاعل الفلورة هذا أبسط من تفاعل ساندماير، لكنه يطبق فقط على المركبات التي لها ثباتية تجاه درجات الحرارة المرتفعة.